# بخش برلین، شهرستان استیل، مینه سوتا
بخش برلین (به انگلیسی: Berlin Township) یک منطقهٔ مسکونی در ایالات متحده آمریکا است که در شهرستان استیل، مینه‌سوتا واقع شده‌است.
 بخش برلین ۹۱٫۷ کیلومتر مربع مساحت و ۵۰۸ نفر جمعیت دارد و ۳۷۳ متر بالاتر از سطح دریا واقع شده‌است.